# Eventyr i Grænselandet
Eventyr i Grænselandet (The Phantom Tollbooth på engelsk, også kendt under navnet  The Adventures of Milo in the Phantom Tollbooth) er en amerikansk animationsfilm med enkelte realfilmsegmenter fra 1970 og er baseret på Norton Justers børnebog fra 1961. Produceret af Chuck Jones hos MGM Animation/Visual Arts med Butch Patrick i hovedrollen som Milo. Jones instruerede filmen sammen med Abe Levitow, mens Dave Monohan instruerede realfilmsegmenterne.
Selvom filmen blev færdig i 1968 blev den holdt fra at blive udgivet af MGM indtil sent i 1970 grundet interne problemer i studiet. Animationsstudiet lukket kort tid efter filmens udgivelse, hvorved MGM forlod animationsindustrien. Norton Juster havde ingen indflydelse på filmen og har udtrykt sit had for filmen i et interview. "Det var en film, jeg aldrig kunne lide. Jeg synes ikke, at det gjorde et godt arbejde med den. Den har fandtes i lang tid. Den fik gode anmeldelser, hvilket også gjorde mig vred."